# Evert (sang)
Evert er en sang af Eddie Meduza. Sangen kan findes på albummet Harley Davidson fra 1995. Det var på den svenske top i 22 uger, omend i en coverversion af Matz-Ztefanz med Lailaz.
Et boligområde i Tidaholm i Västergötland er blevet navngivet "Everts Stig" efter sangen.
I en uofficiel afstemning fra sommeren 2002 om Eddie Meduzas 100 bedste sange endte "Evert" på tredivede plads.

## Tekst og baggrund
Sangen handler om hovedpersonen, der går på en sti, der går til hans ven Evert. 
"Evert", som Errol Norstedt synger om, er en person ved navn Evert Björk, der virkelig eksisterede og boede i Åskefällalund (der er også en sang af Errol Norstedt om Åskefällalund) i Småland.